# Chetogena parisiaca
Chetogena parisiaca là một loài ruồi trong họ Tachinidae.